# Sférická geometrie
Sférická geometrie je obor geometrie, který studuje dvourozměrné geometrické útvary na povrchu trojrozměrné koule (na dvourozměrné sféře). Jedná se o neeuklidovskou geometrii, zvláštní případ obecnější eliptické geometrie.
Hlavní využití má sférická geometrie v kartografii a navigaci.
V rámci sférické geometrie jsou zkoumány podobné útvary jako v planární geometrii.